# AIM-47 Falcon

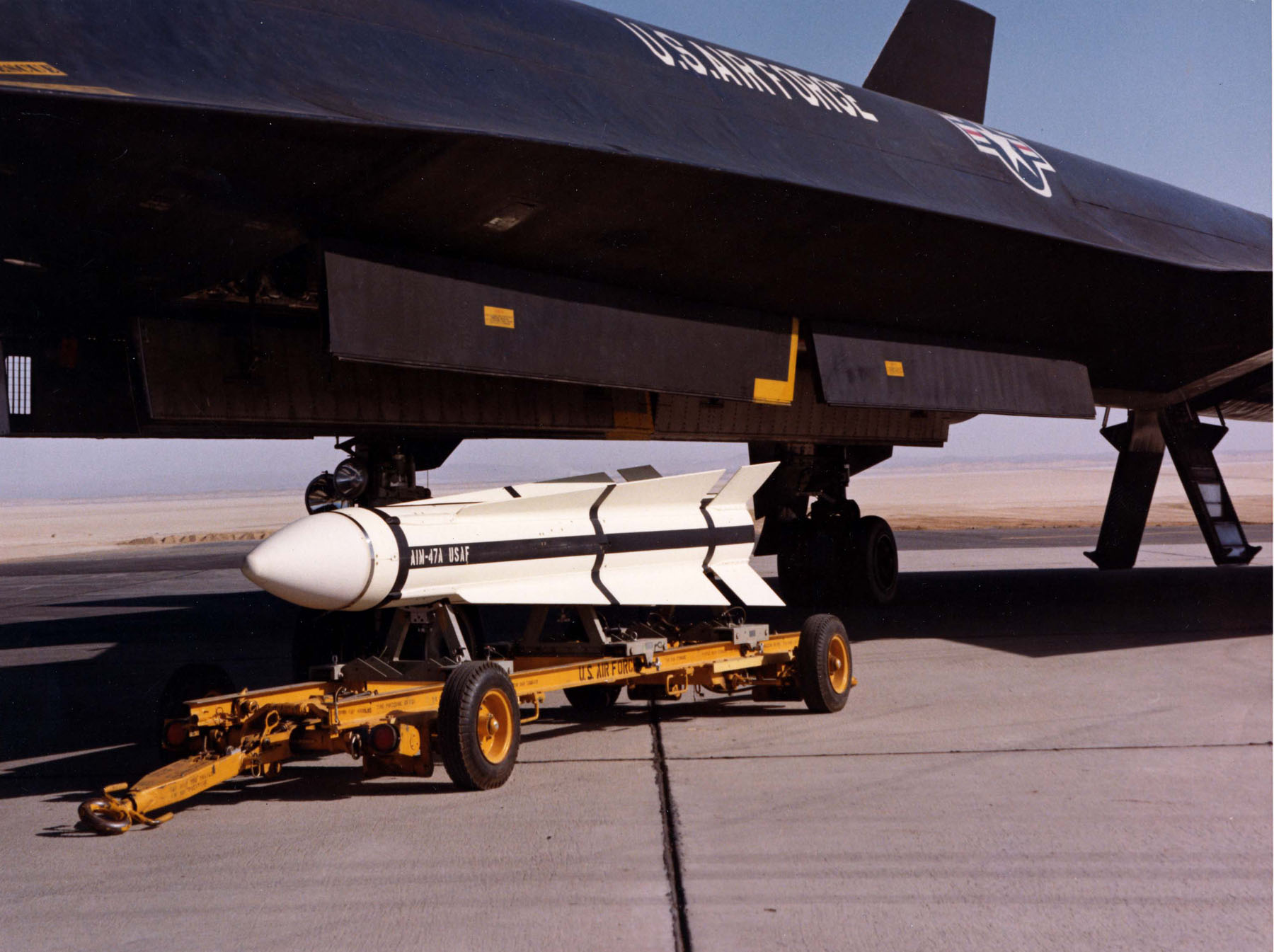
Rakete AIM-47

Die GAR-9/AIM-47 Falcon von Hughes Aircraft war der Entwurf einer Luft-Luft-Rakete von Hughes Aircraft für die United States Air Force.

## Geschichte
Die Entwicklung der Falcon, zu Beginn als GAR-9 bezeichnet, begann 1958 als Langstrecken-Abfangrakete für die North American XF-108 Rapier, die das benötigte Feuerleitsystem AN/ASG-18 tragen sollte. Nachdem das F-108-Programm gestoppt worden war, ging die Entwicklung der Rakete weiter, sie sollte nun als AIM-47B Falcon an der Lockheed F-12 Blackbird verwendet werden. Von der YF-12A wurden insgesamt sieben Teststarts mit Geschwindigkeiten zwischen Mach 2,19 und Mach 3,2 durchgeführt; bei sechs davon passierte die Rakete das Ziel in Abschussentfernung. 1966 wurde auch dieses Programm abgebrochen. Zu diesem Zeitpunkt hatte Hughes bereits etwa 80 Vorserienmodelle der Waffe gebaut.
Die Technologie, die bereits bei den Vorläufern der AIM-47 angewendet wurde (dies waren die AIM-4 Falcon und die AIM-26 Falcon), kam später in der AIM-54 Phoenix der United States Navy zum Einsatz.

## Technik
Die AIM-47 war 3,82 Meter lang und maß 34,3 bzw. 33 cm (AIM-47B) im Durchmesser. Die maximale Spannweite lag bei 83,8 cm, das Gewicht bei 371 bzw. 363 Kilogramm. Für die Serienversion war ein Nukleargefechtskopf mit 0,25 kt Sprengkraft geplant.
Die Rakete wurde von einem Flüssigkeitsraketentriebwerk angetrieben und erreichte Geschwindigkeiten von bis zu Mach 4 und eine Reichweite von etwa 100 Meilen.